# 田中清隆
田中 清隆（たなか きよたか、1951年12月16日 - ）は、日本中央競馬会(JRA)に所属していた元調教師、元騎手。千葉県出身。
調教師としてのおもな管理馬に、それぞれGI競走に優勝したシンコウウインディ、グルメフロンティア、レディパステル、ホエールキャプチャなどがいる。舅は元騎手・調教師の今津福松。

## 来歴
1951年、千葉県銚子市に生まれる。銚子商業高等学校を経て銚子信用金庫に入社したが、小柄かつ敏捷であったことから、競馬好きの上司に騎手になることを勧められた。数々の厩舎へ入門願いの電話を掛けた末、中山競馬場の野平省三厩舎に入門を認められた。兄弟子には省三の次男であり、のちに騎手顕彰者となる野平祐二がいた。
以後騎手候補生として4年間を過ごし、1975年に騎手免許を取得。師匠の野平省三がこの前年に死去しており、跡を継いでいた祐二の厩舎から騎手デビューした。翌1976年にはホッカイノーブルでステイヤーズステークスを制し、重賞初勝利を挙げた。しかし以降成績は伸びず、重賞はこの1勝のみ、自身の年間最多勝は1988年の13勝という成績で、1990年の調教師免許取得に伴って騎手を引退した。騎手通算成績は1618戦140勝。
同年7月に管理馬初出走を迎え、10月に初勝利を挙げた。年内はこの1勝のみに終わったが、翌年以降少しずつ勝ち星を増やし始め、1995年には33勝を挙げて関東の優秀調教師賞を受賞した。翌1996年には、前年クラシック戦線で善戦したホッカイルソーが日経賞に勝利し、田中とともに重賞初勝利を挙げた。同馬は騎手として唯一の重賞勝利を挙げたホッカイノーブルの甥にあたった。
翌1997年にはシンコウウインディでフェブラリーステークスに勝利し、GI競走を初制覇。翌年には同馬と同じく岡部幸雄騎乗で臨んだグルメフロンティアでフェブラリーステークスを連覇した。2001年にはレディパステルで優駿牝馬に勝利し、クラシック競走初勝利を挙げている。
2022年2月28日付けで定年のため、調教師を引退した。
所属していた嘉藤貴行や、勝機のある競走では蛯名正義の騎手起用が多い。

## 騎手成績
| 通算成績 | 1着 | 2着 | 3着 | 騎乗数 | 勝率 | 連対率 |
| -------- | --- | --- | --- | ------ | ---- | ------ |
| 平地     | 132 | 140 | 133 | 1556   | .085 | .175   |

|                    | 日付           | 競走名        | 馬名             | 頭数 | 人気 | 着順 |
| ------------------ | -------------- | ------------- | ---------------- | ---- | ---- | ---- |
| 初騎乗             | 1975年3月1日   | -             | ホッカイチェリー | -    | -    | 6着  |
| 初勝利             | 1975年6月21日  | -             | フジドール       | -    | -    | 1着  |
| 重賞初騎乗・初勝利 | 1976年12月25日 | ステイヤーズS | ホッカイノーブル | 13頭 | 11   | 1着  |
| GI初騎乗           | 1981年5月24日  | 優駿牝馬      | ロンチャリング   | 24頭 | 16   | 22着 |

### 主な騎乗馬
- ホッカイノーブル（1976年ステイヤーズステークス、1977年ダイヤモンドステークス2着、日本経済賞4着）
- コーラルシー（1981年東京優駿3着）
- ロンチャリング（1982年福島記念3着）
- リワードフレンジー（1988年ラジオたんぱ賞4着）

## 調教師成績
|            | 日付           | 競馬場・開催  | 競走名           | 馬名               | 頭数 | 人気 | 着順 |
| ---------- | -------------- | ------------- | ---------------- | ------------------ | ---- | ---- | ---- |
| 初出走     | 1990年7月28日  | 1回新潟5日1R  | アラ系2歳未勝利  | モリノゴコー       | 8頭  | 2    | 2着  |
| 初勝利     | 1990年10月6日  | 4回東京1日3R  | 2歳新馬          | ハヤテマリリン     | 10頭 | 1    | 1着  |
| 重賞初出走 | 1990年9月16日  | 3回中京4日11R | 朝日チャレンジC  | タカラフラッシュ   | 11頭 | 3    | 3着  |
| 重賞初勝利 | 1996年3月17日  | 1回中山8日11R | 日経賞           | ホッカイルソー     | 11頭 | 3    | 1着  |
| GI初出走   | 1990年11月11日 | 4回京都4日10R | エリザベス女王杯 | タカラスマイル     | 18頭 | 11   | 16着 |
| GI初勝利   | 1997年2月16日  | 1回東京8日11R | フェブラリーS    | シンコウウインディ | 16頭 | 6    | 1着  |

### 主な管理馬
※括弧内は当該馬の優勝重賞競走。
GI級競走優勝馬
- シンコウウインディ（1997年フェブラリーステークスなど重賞3勝）
- グルメフロンティア（1998年フェブラリーステークスなど重賞2勝）
- レディパステル（2001年優駿牝馬など重賞3勝）
- ホエールキャプチャ（2012年ヴィクトリアマイルなど重賞5勝）

その他重賞競走優勝馬
- ホッカイルソー（1996年日経賞、1998年オールカマー）
- タイキダイヤ（1999年クリスタルカップ）
- タイキリオン（2002年ニュージーランドトロフィー）
- トーホウシデン（2003年中山金杯）
- マイネルアムンゼン（2003年エプソムカップ 2004年エプソムカップ、新潟大賞典）
- マイネルメダリスト（2014年目黒記念）

## 受賞
- 優秀調教師賞・関東（1995年）

## 主な厩舎所属者
※太字は門下生。括弧内は厩舎所属期間と所属中の職分。
- 佐藤吉勝（1990年-1998年 騎手）
- 蛯名幸作（1990年-2011年 厩務員）
- 嘉藤貴行（2000年-2008年 騎手）
- 日高大輔（2006年-2022年 調教助手）